# بورسیت استخوان نشیمنگاهی
بورسیت استخوان نشیمنگاهی (انگلیسی: Ischial bursitis) که به «درد نشیمن بافنده‌ها» هم معروف است، التهاب کیسهٔ زلاله‌ای (بورس سینوویال) است که بین ماهیچهٔ سرینی بزرگ (گلوتئوس ماکسیموس) و توبروزیتهٔ نشیمنگاهی قرار دارد.
بورس‌ها کیسه‌های کوچکی هستند که از مایعی لغزاننده پر شده‌اند و در جاهایی که زردپی‌ها به استخوان اتصال می‌یابند با قرار گرفتن میان زردپی و استخوان، مانع بروز اصطکاک و فرسایش و در نهایت پارگی زردپی می‌شوند.
زمین‌خوردن روی نشیمنگاه یا ضربهٔ مستقیم به این ناحیه هم می‌تواند باعث بروز بورسیت استخوان نشیمنگاهی شود.
درد دائمی و حساسیت به لمس حتی شب، هنگام خواب از نشانه‌های حاد مشکل بورسیت استخوان نشیمنگاهی است و در موارد خفیف‌تر، بیمار احساس یک درد و خشکی هنگام استراحت پس از انجام فعالیت‌های دویدن، پریدن و ضربه‌زدن با پا خواهد کرد.
راه رفتن بیش از حد و از پله بالا رفتن زیاد هم فعالیت‌هایی هستند که باعث این درد می‌شوند. با پیشرفت بیماری، ضعف در اندام تحتانی و سخت شدن راه رفتن در سربالایی و بالارفتن از پله بروز می‌یابد. بیشتر افرادی که به این درد دچار می‌شوند طی چند هفته فیزیوتراپی بهبود می‌یابند و به ورزش و فعالیت گذشتهٔ خود برمی‌گردند.
کوتاهی ماهیچه‌های پشت ران و باسن هم از دیگر عوامل زمینه‌ساز بورسیت استخوان نشیمنگاه است. ضعف ماهیچه‌ها، تمرین بدنی بیش از حد، عدم اختصاص زمان کافی برای گرم کردن پیش از ورزش، مشکل در بالانس و توازن میان عملکرد ماهیچه‌های مختلف در بدن، ضعف ماهیچه‌های مرکزی و ثبات‌دهندهٔ کمر و لگن و اختلاف طول هر دو پا، از دیگر عوامل مستعدکنندهٔ مفصل لگن در این آسیب هستند.
آموزش تمرین‌های کششی ماهیچه‌های پشت ران مانند بالا آوردن پا با زانوی صاف در حالت خوابیده یا قرار دادن پا روی یک سکو توسط فیزیوتراپیست و تکرار آن در منزل می‌تواند برای کاهش علائم بسیار مؤثر باشد.
کشش ماهیچه‌های باسن در حالت طاق‌باز خوابیده و کشیدن یک زانو و سپس هر دو زانو داخل شکم هم تمرین مفید دیگری برای برداشتن فشار از روی بورس ناحیهٔ نشیمنگاه است. سوزن زدن، لیزر پرتوان، شاک ویو و تمرینات ثبات‌دهنده درمان‌های جدیدتری هستند که در فیزیوتراپی استفاده می‌شوند.